# Шашвы
Шашвы (абх. Шьашәы) — в мифологии абхазов — бог железа или одно из проявлений единого бога Анцва, глава кузни и покровитель кузнечного ремесла. Шашвы в «пантеоне» абхазских «богов» по важности уступает, пожалуй, только верховному богу Анцва.
Имя Шашвы восходит к тому же источнику, что и имя адыгского бога-кузнеца Тлепша. Этимологическое тождество этих имен (абх. SaswЭ, каб.-черк. Лъэпщ, адыг. Лъэпшъ), впервые предложенное Г. Ф. Турчаниновым, обосновано в работах последнего времени. Нартский кузнец Айнар представляет собой образ, возникший на основе Шашвы. С именем Шашвы связан бытующий у абхазов культ и праздник Ажирныхва.